# Lali (Verwaltungsbezirk)
Lali (persisch شهرستان لالی) ist ein Schahrestan in der Provinz Chuzestan im Iran. Er enthält die Stadt Lali, welche die Hauptstadt des Verwaltungsbezirks ist. 

## Demografie
Bei der Volkszählung 2016 betrug die Einwohnerzahl des Schahrestan 37.963. Die Alphabetisierung lag bei 79 Prozent der Bevölkerung. Knapp 49 Prozent der Bevölkerung lebten in urbanen Regionen.
| Zensusjahr | Einwohnerzahl |
| ---------- | ------------- |
| 2011       | 37.381        |
| 2016       | 37.963        |